# Coeur de Gavroche
Coeur de Gavroche è un cortometraggio muto del 1916 scritto e diretto da Camille de Morlhon che, nel 1909, ne aveva già girato una precedente versione dallo stesso titolo sempre per la Pathé Frères.

## Produzione
Il film fu prodotto dalla Pathé Frères.

## Distribuzione
Distribuito dalla Pathé Frères, uscì nelle sale cinematografiche francesi l'11 agosto 1916.